# Agathonísi
Agathonísi (en grec moderne : Αγαθονήσι) est une petite île située à l'extrémité nord de la préfecture du Dodécanèse en Grèce, constituant un dème (municipalité). Elle est entourée par de nombreuses petites îles et abrite deux villages : Megálo Chorió (Grand-Village) et Mikró Chorió (Petit-Village). Le port de l'île, Saint-Georges (Άghios Geórgios), dépend de Megálo Chorió. Les touristes peuvent y trouver quelques hôtels.
Le point le plus élevé sur l'île est à 209 mètres au-dessus du niveau de la mer. Ce sommet est situé à proximité de Mikró Chorió . L'île en elle-même s'étend sur 13,5 km2, tandis que la municipalité d'Agathonísi, qui comprend les îlots inhabités de Gláros, Kounéli, Nerá et Psathonísio, a une superficie combinée de 14,5 km2.
Au recensement de 1981, Agathonísi comptait 133 habitants, plus que 112 en 1991, avant de voir sa population augmenter à 158 habitants au recensement de 2001 puis 185 à celui de 2011. Selon ce dernier recensement, 168 personnes vivaient à Megálo Chorió et seulement 17 à Mikró Chorió.
En 2011, le statut de l’île a été revalorisé de communauté à celui de municipalité, à la suite de l'entrée en vigueur du programme Kallikratis.